# República Centro-Africana nos Jogos Olímpicos de Verão de 2004
A República Centro-Africana competiu nos Jogos Olímpicos de Verão de 2004, em Atenas, na Grécia.